# Thomas Maclear

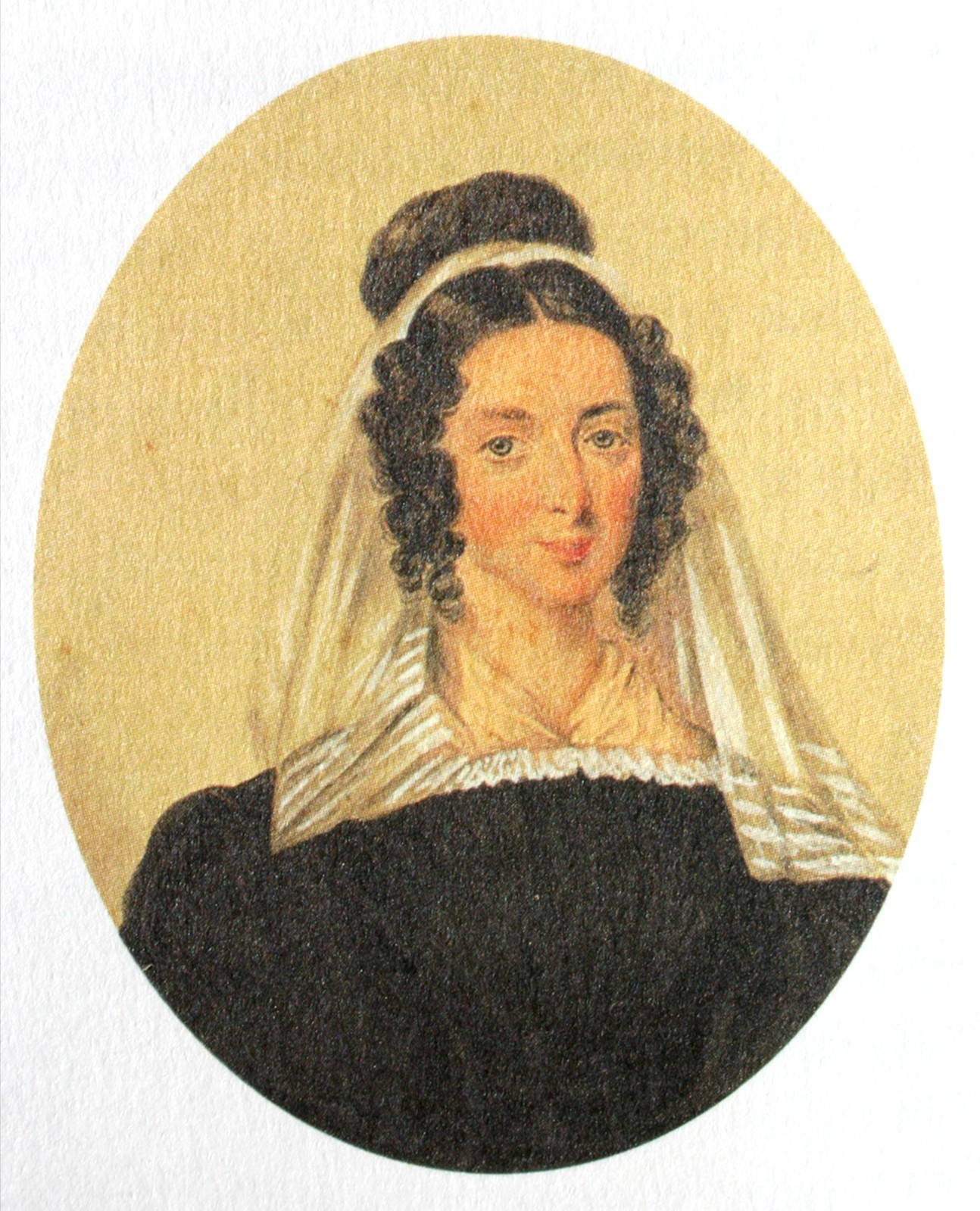
Mary Maclear

Thomas Maclear (17 de marzo de 1794 – 14 de julio de 1879) fue un astrónomo sudafricano de origen irlandés, astrónomo de su majestad en el Real Observatorio del Cabo de Buena Esperanza durante 47 años.

## Biografía
Maclear nació en Newtownstewart, Condado Tyrone, Irlanda. Era el primogénito del reverendo James Maclear y de Mary Magrath. En 1808 se le envió a Inglaterra para ser educado en la profesión médica. Después de pasar sus exámenes, en 1815 fue aceptado a la Universidad Real de Cirujanos de Inglaterra, empezando a trabajadar como cirujano en la enfermería de Bedford.
En 1823 formó una sociedad con su tío en Biggleswade, Bedfordshire. Dos años más tarde, en 1825, se casó con Mary Pearse, hija de Theed Pearse, Secretario de Paz del condado de Bedford.
Maclear se interesó de forma entusiasta por la astronomía como aficionado, iniciando una larga asociación con la Real Sociedad Astronómica, de la que fue nombrado miembro. En 1833, cuando el puesto quedó vacante, se le nombró "astrónomo de la su majestad" en el Cabo de Buena Esperanza, a donde llegó a bordo el Tam O'Shanter con su esposa y sus cinco hijas, para tomar iniciar su nuevo cometido en 1834. Trabajó con John Herschel hasta 1838, realizando un inventario del cielo del sur, y continuando con destacadas observaciones astronómicas durante varias décadas más.
Las familias de Maclear y de Herschel trabaron una amistad muy cercana, con sus mujeres unidas por las inusuales ocupaciones de sus maridos y por sus numerosos hijos. Mary Maclear, al igual que Margaret Herschel, era una mujer de gran belleza e inteligencia, aunque padecía una sordera extrema. 

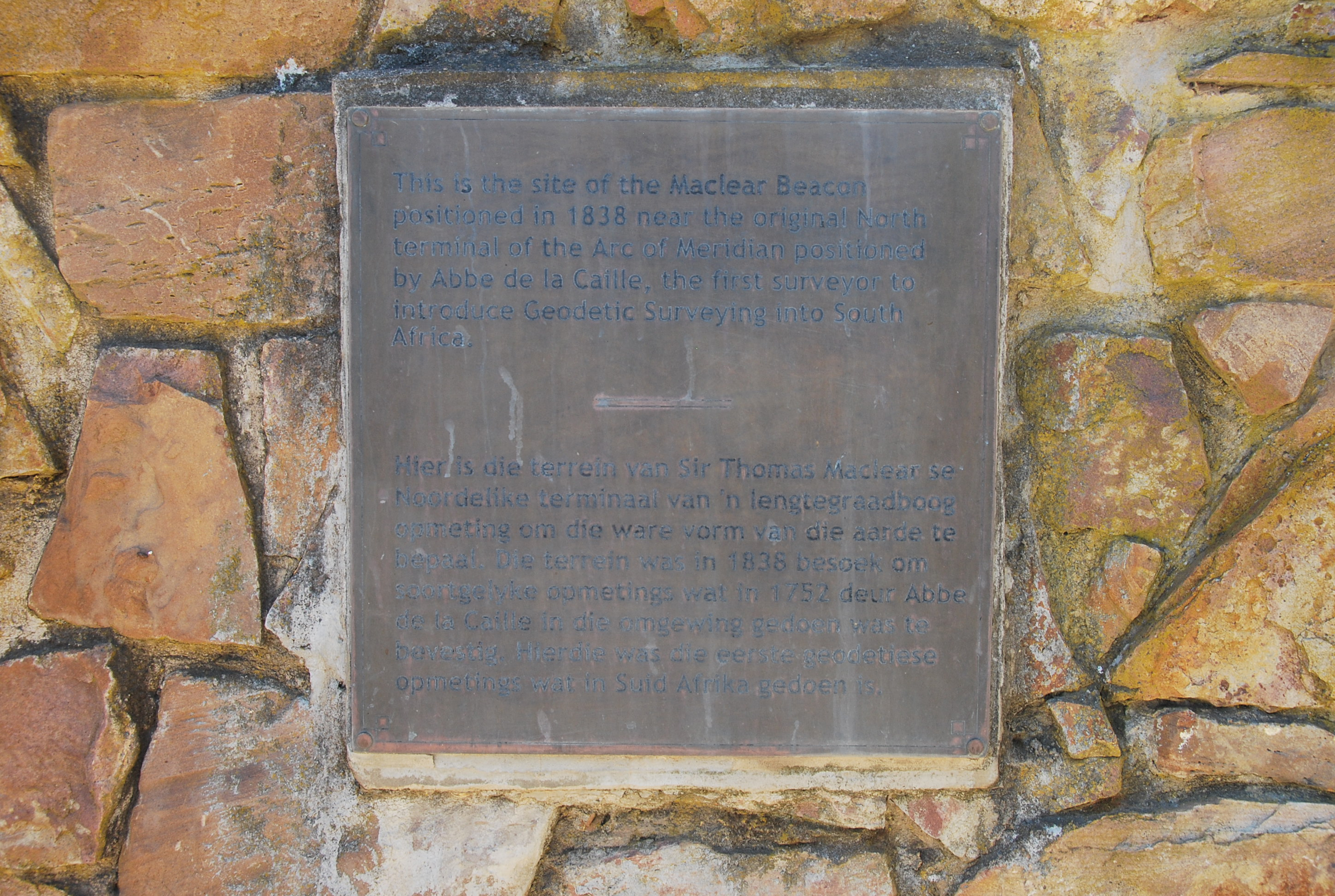
Placa conmemorativa dedicada al abad de la Caille y a Thomas Maclear, en Aurora, en el Cabo Occidental de Sudáfrica. En la parte en inglés de la inscripción se lee: "Este es el sitio del hito colocado por Maclear en 1838 cerca de la Terminal Norte original del Arco de Meridiano referenciado por el abad de la Caille, el primer topógrafo en introducir la Topografía Geodésica en Sudáfrica."

En 1750, el abad Nicolas Louis de Lacaille había medido la triangulación de un arco de meridiano al norte de la Ciudad de Cabo, con el objeto de determinar la forma de la Tierra, observando que la curvatura de la Tierra era menor en las latitudes meridionales que en sus correspondientes del norte. George Everest viajó a el Cabo en 1820 y visitó el emplazamiento de las mediciones de La Caille. Basándose en su experiencia en el Himalaya, pensaba que la presencia de grandes masas montañosas en el Cabo podría haber provocado que La Caille tomara datos erróneos. 
Entre 1841 y 1848, Maclear sería el encargado de realizar nuevas comprobaciones geodésicas con el propósito de recalcular las dimensiones y la forma de la Tierra.
También fue amigo de David Livingstone, con quien compartió su interés por la exploración de África. Intervino en muchas otras actividades científicas útiles, incluyendo la recogida de datos meteorológicos, magnéticos y datos de las mareas.
En 1861 murió su mujer. 
Dos años más tarde se le concedió una pensión, pero no se retiró del observatorio hasta 1870, cuando se retiró a Grey Villa, Mowbray. Hacia 1876 había perdido la vista, y murió tres años más tarde en Ciudad del Cabo, Sudáfrica. Está enterrado junto a su mujer en los terrenos del Real Observatorio del Cabo de Buena Esperanza.

## Reconocimientos y honores
- Nombrado caballero en 1860 por sus logros como astrónomo.
- Premio Lalande (1866)
- Medalla Real de la Royal Society (1869), por su medición de un arco del meridiano en los años 1840.
- El cráter lunar Maclear[3] lleva este nombre en su memoria; así como el hito geodésico Maclear en la montaña de la Mesa; la ciudad sudafricana de Maclear, en el Cabo Oriental; y el cabo Maclear en Malawi, así denominado por su amigo David Livingstone.